# Entrelacs (Quebec)
Entrelacs (AFI: /ɑ̃tᴚəlak/), palabra francés significando Entre lagos, antiguamente Wexford y Saint-Émile, es un municipio perteneciente a la provincia de Quebec en Canadá. Forma parte del municipio regional de condado (MRC) de Matawinie en la región administrativa de Lanaudière.

## Geografía
Entrelacs se encuentra al noreste de Sainte-Adèle en el macizio de Laurentides. Limita al norte con Notre-Dame-de-la-Merci, al este con Chertsey, al sur con Sainte-Marguerite-du-Lac-Masson y al oeste con Doncaster. Su superficie total es de 56,47 km², de los cuales 48,20 km² son tierra firme. Varios estanques puntuan el territorio, como los lagos Rithchie, Catherine, Délia, Beauregard, Original, Pauzé, Drummond, Lafontaine, Patrick, Charlebois, des Îles, Équerre y Clair.

## Urbanismo
El pueblo de Entrelacs se encuentra entre los lagos Patrick y des Îles. El parque del Bosque Ouareau ocupa la parte norte del territorio. La ruta de Entrelacs, que es una carretera colectora, une el pueblo a la carretera regional  QC 125  (antiguamente 18). Esta carretera permite de ir a Saint-Donat al norte y a Saint-Esprit y Terrebonne al sur. Al suroeste, la ruta de Entrelacs va hacia Sainte-Marguerite-du-Lac-Masson.

## Historia
Hacia 1840, colonos irlandeses se establecieron en el territorio actual de Entrelacs. El cantón de Wexford, del nombre de la localidad de Wexford en Irlanda, fue creado en 1852.  En 1860, el municipio de cantón de Wexford fue instituido. La población contaba entonces con une mitad de católicos y una mitad de protestantes. La oficina de correos de Entrelacs, nombre dado a causa de la ubicación de la población entre los lagos Patrick y des Îles. La parroquia católica de Saint-Émile fue instituida en 1898. Esta parroquia cubrió partes de los territorios de los cantones de Wexford, Chertsey, Chilton y Doncaster. El pueblo era llamado comúnmente Saint-Émile. En 1967, el municipio tomó el nombre de Entrelacs. La oficina de correos de Entrelacs cerró en 1974.

## Política
Entrelacs es un municipio formando parte del MRC de Matawinie. El consejo municipal se compone del alcalde y de seis consejeros sin división territorial. El alcalde actual (2016) es Sylvain Breton, que sucedió a Ric Garland en 2009.
|            | 2005-2009 | 2009-2013 | 2013-2017 |
| Alcalde    | Ric Garland                                                                                                  | Sylvain Breton | Sylvain Breton |
| Consejeros | Marjolaine Bouchard Claudette Dubois Marguertie Dumais Diane L’Archevêque François Linteau Normand St-Pierre | Gilles Delamirande** Chantal Desjardins*# Christin DuBois# Serge Duval*# Richard Houde# Diane Nadeau** Jacques Pellerin# Sylvain Riopel# | Gilles Delamirande Christin DuBois Richard Houde Réjean Larochelle** Diane Nadeau Jacques Pellerin* Sylvain Riopel |

* Consejero al inicio del mandato pero no al fin.  ** Consejero al fin del mandato pero no al inicio. # En el partido del alcalde (2009).
El territorio de Entrelacs está ubicado en la circunscripción electoral de Bertrand a nivel provincial y de Montcalm a nivel federal.

## Demografía
Según el censo de Canadá de 2011, Entrelacs contaba con 906 habitantes. La densidad de población estaba de 18,9 hab./km². Entre 2006 y 2011 habría amado una disminución de 46 habitantes (4,8 %). En 2011, el número total de inmuebles particulares era de 1015, de los cuales 471 estaban ocupados por residentes habituales, otros siendo desocupados o residencias secundarias.
Evolución de la población total, 1991-2016

## Sociedad
La pesca deportiva es una actividad corriente a razón de los varios lagos en el territorio.